# Dāshāghol
Dāshāghol (persiska: داشاغل, Dāsh Āghol, داش آغُل) är en ort i Iran.   Den ligger i provinsen Västazarbaijan, i den nordvästra delen av landet, 500 km väster om huvudstaden Teheran. Dāshāghol ligger 1 717 meter över havet och antalet invånare är 230.
Terrängen runt Dāshāghol är huvudsakligen kuperad, men åt sydväst är den platt. Runt Dāshāghol är det ganska tätbefolkat, med 134 invånare per kvadratkilometer. Närmaste större samhälle är Būkān, 15,2 km väster om Dāshāghol. Trakten runt Dāshāghol består i huvudsak av gräsmarker.